# Sotaquirá

Localização de Sotaquira no departamento de Boyacá.

Sotaquira é um município no departamento de Boyacá, na Colômbia.